# 光皮冬瓜杨
光皮冬瓜杨（学名：Populus purdomii var. rockii）为杨柳科杨属下的一个变种。

## 扩展阅读
- 維基物種上的相關：光皮冬瓜杨